# Edea (Band)
Edea ist eine finnische Band, die 1997 gegründet wurde. Stilistisch verschmelzen sie Popmusik mit folkloristischen und mystischen Elementen.

## Geschichte
Als Gewinner der Vorauswahl durfte die Gruppe beim Eurovision Song Contest 1998 in Birmingham für Finnland antreten. Mit dem Stück Aava erreichten sie Platz 15. Der Text des Liedes besteht nur aus sechs sich wiederholenden Wörtern (Aava, maa, avara, Kauneus, suuruus, Isa) und hält somit den Eurovisions-Rekord des Liedes mit dem geringsten Textinhalt.
Die Gruppe veröffentlichte nur zwei Singles und 1998 ihr Album.

## Diskografie
Alben
- 1998: Edea

Singles
- 1997: Jera
- 1998: Aava